# Slay the Spire
 (septembre 2022).
Si vous disposez d'ouvrages ou d'articles de référence ou si vous connaissez des sites web de qualité traitant du thème abordé ici, merci de compléter l'article en donnant les références utiles à sa vérifiabilité et en les liant à la section « Notes et références ».
Slay the Spire est un jeu vidéo de type rogue-like utilisant les mécaniques de jeu de deck-building, développé par MegaCrit et édité par Humble Bundle. Disponible en accès anticipé à la fin de 2017 sur Windows, Mac et Linux, il sort en version finale le 23 janvier 2019. Il est également porté en 2019 sur PlayStation 4, Nintendo Switch et Xbox One, en 2020 sur iOS, puis en 2021 sur Android.

## Système de jeu
Slay the Spire est un jeu de cartes de type deck-building, avec des fortes inspirations rogue-like et de jeu de cartes à collectionner. Lors d'une partie, le joueur sélectionne l'un des quatre personnages à disposition : le Soldat de Fer, la Silencieuse, le Défectueux, ou la Gardienne, classe qu'il faudra débloquer. Le joueur doit traverser trois étages de la Flèche (The Spire). Sur chacun de ces étages, il rencontrera des créatures à affronter, plusieurs communes, quelques élites et un boss, dans le but de rencontrer et affronter le dernier gardien de la Flèche. Les cartes sont générées de manière procédurale; le joueur est invité à choisir parmi plusieurs embranchements et à prendre des risques, selon les pictogrammes exprimant le danger ou, au contraire, la sécurité des prochaines étapes.
Le personnage pourra également acquérir des potions aux effets divers, qu'il peut utiliser à tout moment, ainsi que des reliques, qui sont des objets apportant passivement des bonus ou des malus lors de l'exploration.

### Exploration
L'exploration est inspirée d'un autre jeu vidéo, FTL: Faster Than Light. Le joueur sélectionne son chemin, chaque choix pouvant contenir des pièges ou des affrontements de plus en plus compliqués à l'approche du haut de la carte d'exploration.
- Les têtes de créatures symbolisent la rencontre avec une créature à affronter, pouvant provoquer la perte de points de vie, avec en récompense des cartes, des potions et des reliques. Certaines créatures sont des "élites" : elles sont réputées plus dangereuses. Si le joueur a peu de points de vie, ces combats pourraient être dangereux et il pourrait plutôt essayer de sélectionner un chemin moins dangereux.
- Les coffres contiennent des reliques.
- Les feux de camp permettent au personnage de se reposer et de récupérer une partie de ses points de vie ou d'améliorer une de ses cartes.
- Les marchands permettent au joueur de dépenser son or en achetant de nouvelles cartes, des reliques, des potions, et en lui donnant la possibilité de supprimer une carte s'il estime que cette dernière est inefficace pour son jeu (par exemple une carte de malédiction ou une carte de son jeu de base, potentiellement moins puissante ou moins synergique que celles qu'il aurait acquises depuis).
- Les points d'interrogation peuvent contenir des événements imprévus (qui peuvent être positifs ou négatifs) ou encore des rencontres avec des marchands ou des créatures.
- Le boss, situé en haut de la carte d'exploration, est un affrontement contre une créature particulièrement puissante. Si le joueur triomphe du boss, il peut sélectionner une carte rare à ajouter à sa main et une relique à ajouter à sa collection. Il commencera ensuite un nouvel acte, complètement guéri.

### Affrontements
Les combats sont une succession d'assauts ; lors d'un tour de jeu, le joueur joue en premier, avant la ou les créatures adverses. Lors de son tour, le joueur pioche cinq cartes parmi lesquelles peuvent figurent des cartes d'attaque destinées à blesser les adversaires, des compétences qui lui permettent de piocher des cartes, de préparer une défense, ou de manière générale un bonus précis pour ce tour-ci, ainsi que des pouvoirs qui lui confèrera un bonus passif jusqu'à la fin de la partie. Il peut également piocher des malédictions à effet négatif qui perdurent généralement jusqu'à la fin du tour ou du combat, ou des cartes de statut handicapant durant le combat. La plus grande problématique est que ces cartes de malus "polluent" le jeu, occupant l'emplacement important d'une carte pouvant l'aider.
Lors de son tour, le joueur peut voir l'intention de ses adversaires, préparant éventuellement une défense si ce dernier envisage de déployer une attaque importante, ou à l'inverse maximisant son attaque si l'adversaire prépare un autre type d'action.
En début de son tour, le personnage dispose de base de 3 points d'énergie, à dépenser selon le coût de ses cartes (variant généralement de 0 à 3, parfois plus). Utiliser une carte à coût élevé réduit le champ d'action. Le joueur peut également trouver des moyens d'augmenter sa base de points d'énergie.

### Construction de paquet
Au fil de sa progression, le joueur peut acquérir de nouvelles cartes - notamment en tant que récompense de combat - pour enrichir son jeu. Il doit soigneusement faire le choix d'avoir des cartes comportant des synergies, panacher et équilibrer son jeu entre défense et attaque, tout en évitant d'avoir trop de cartes, ce qui pourrait diluer l'efficacité. Le joueur doit alors renoncer à des cartes ou improviser des nouvelles stratégies si ses premiers choix ne sont pas comblés - par exemple, opter rapidement pour d'autres choix s'il envisageait de faire un jeu de type "poison" alors qu'il n'a plus de récompenses de ce type.
Le jeu attribue, lors de la partie, des cartes de la classe du personnage, ayant ses propres caractéristiques. Par exemple, les cartes disponibles du Soldat de Fer peuvent augmenter sa force et donc la puissance des cartes d'attaque, renforcer très fortement sa puissance, sacrifier sa santé au profit de bonus divers ou prendre à contre-pied la présence de cartes "Malédiction" ou "Statut".
Il existe également des cartes "neutres" (sans couleur) n'appartenant pas à une classe de personnage particulière, et donc disponible pour tous.
À la manière d'un jeu de cartes à collectionner, certaines cartes sont des récompenses inhabituelles voire rares, et sont réputées pour être plus puissantes et décisives pour de nombreuses stratégies.
À chaque nouvelle partie, le jeu recommence avec un paquet de base, et le joueur doit de nouveau improviser en sélectionnant de nouvelles cartes.

### Classes de personnages
- Le Soldat de Fer : caractérisé par des cartes rouges, il dispose de cartes pouvant renforcer fortement sa force et augmenter les dommages de ses attaques, augmenter sa défense, sacrifier ses points de vie pour divers effets et avoir des bonus lorsqu'il pioche des cartes Statut ou Malédiction.
- La Silencieuse : plus fragile que le soldat de fer, elle dispose de cartes pouvant attribuer du poison infligeant des dommages à tous les tours à ses adversaires, générer un nombre élevé de Surins pouvant infliger peu comme beaucoup de dégâts, piocher et défausser des cartes tout en ayant des cartes bénéficiant de défausse.
- Le Défectueux : cet automate dispose d'une particularité, celui de pouvoir générer des orbes flottant autour de lui. A la fin de chaque tour, chaque orbe déclenche un pouvoir passif. Les cartes peuvent activer un orbe et déclencher un pouvoir actif. De même, lorsqu'il génère un nouvel orbe et qu'il n'a plus d'emplacement disponible, l'orbe le plus ancien est activé automatiquement. Le défectueux bénéficie également de nombreuses stratégies avec des cartes valant 0 énergie ou des cartes Pouvoir.
- La Gardienne : cette moniale et artiste martiale peut choisir des postures augmentant son agressivité comme celle de ses adversaires, défausser des cartes directement de sa pioche, retenir des cartes, générer des combos pour rendre des enchainements mortels ou gagner des points de mantra pour délivrer des attaques surpuissantes. La Gardienne n'est pas disponible immédiatement, il faudra d'abord gagner une partie avec chacune des trois autres classes.

### Composante rogue-like
En cas de victoire ou d'échec, un score est attribué au joueur selon ses actions. Le total du score, par classe, permet de débloquer de nouvelles cartes et/ou de nouvelles reliques. Ainsi, le joueur progressera en permanence alors qu'il avance dans le jeu. Si les premières parties peuvent être des défaites assurées, le joueur doit apprendre lui-même des prises de risque, des synergies entre cartes, des différentes caractéristiques des monstres qu'il affronte.
Au début du jeu, seules les classes de Soldat de Fer, Silencieuse et Défectueux sont disponibles. Le joueur doit terminer une partie avec chacun des personnages pour débloquer la Gardienne. La première rencontre avec le "Cœur" se solde par une semi-victoire. À l'issue de la partie, le joueur doit réussir une partie où il collectera des fragments pour affronter réellement le Cœur.
Enfin, le joueur peut débloquer une "Ascension" qui consiste en rajout de difficultés graduelles et cumulatives, rendant chaque partie plus compliquée. De nombreuses options permettent de personnaliser ses propres parties et de multiplier la rejouabilité.